# West Chicago
West Chicago est une ville du comté de DuPage, dans l'Illinois, aux États-Unis. Elle est incorporée le 6 août 1873,. Lors du recensement de 2010, la ville comptait une population de 27 086 habitants.

## Source de la traduction
- (en) Cet article est partiellement ou en totalité issu de l’article de Wikipédia en anglais intitulé « West Chicago, Illinois » (voir la liste des auteurs).